# Stadtbefestigung Weikersheim

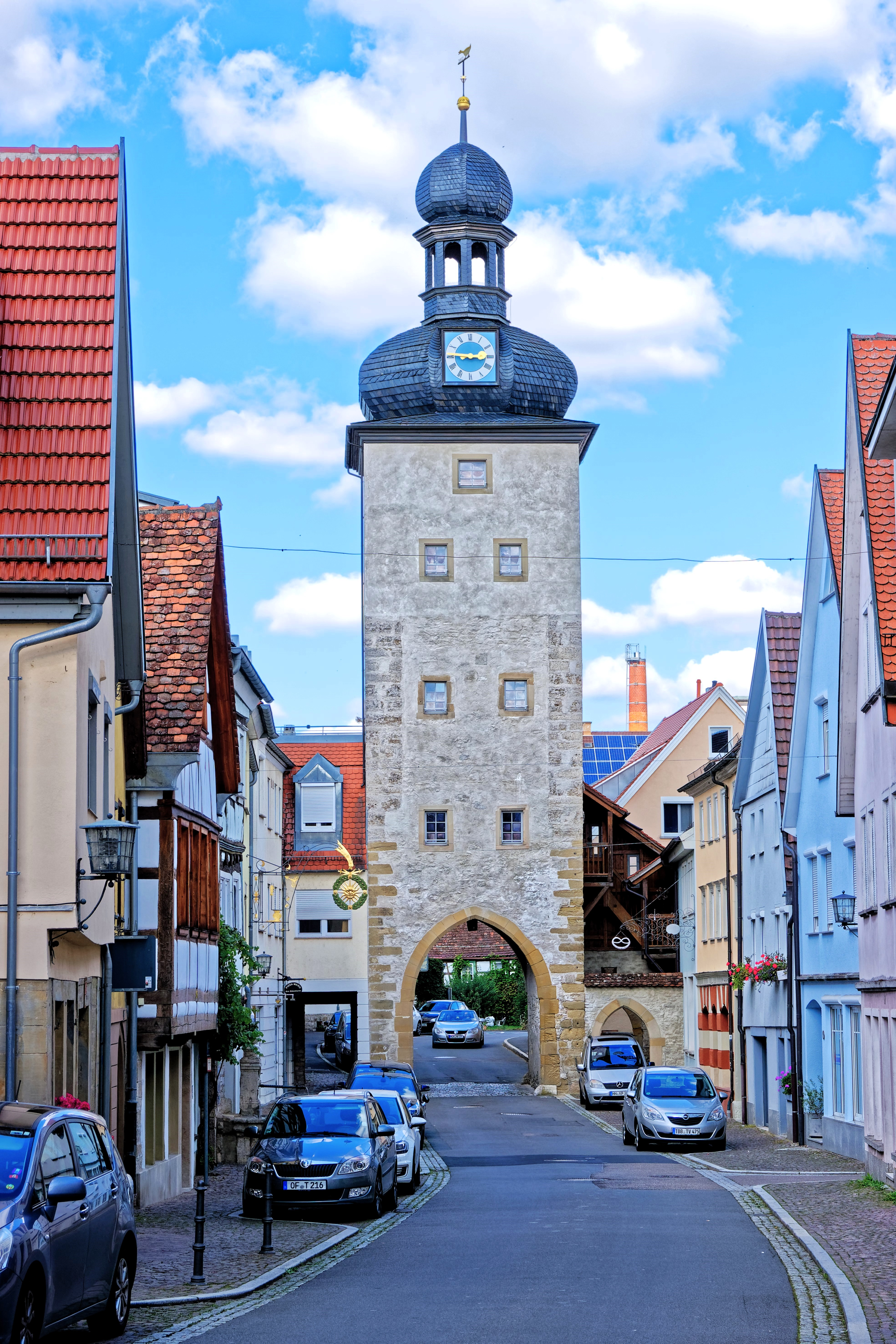
Unteres Tor, sog. Gänsturm

Die Stadtbefestigung Weikersheim bezeichnet die ehemaligen Befestigungswerke der Stadt Weikersheim im Main-Tauber-Kreis in Baden-Württemberg.

## Geschichte
Die Weikersheimer Stadtbefestigung mit Toren, Türmen, Stadtmauern und Graben wurde im Zuge der Stadtrechtsverleihung um 1313 errichtet. Große Teile der einstigen Stadtbefestigung sind abgegangen. In einigen Bereichen ist die einstige Stadtmauer bis heute sichtbar, vielfach als Rückseite der bestehenden Bebauung. Von den alten Stadttoren ist heute noch das Untere Tor im Norden, der sogenannte Gänsturm, erhalten, während das „Obere Tor“ im Süden bereits zu Beginn des 19. Jahrhunderts abgegangen ist. Baugeschichtlich besonders wichtig ist der in seiner Bausubstanz kaum beeinträchtige Stadtmauer- und Gefängnisturm im Viertel Am Graben, die sogenannte Blaue Kappe. Gemeinsam mit dem Kirchturm und dem mittelalterlichen Bergfried (1600 bzw. 1680 erhöht) des Schlosses überhöht er zum einen die beiden Gegenpole Stadt und Schloss, während er gleichzeitig wesentlicher Bestandteil der südlichen bzw. südwestlichen Stadtsilhouette ist.
Für die Gesamtanlage Weikersheim liegt ein Denkmalpflegerischer Werteplan mit dem Stand 29. Oktober 2008 vor, in dem die noch erhaltenen Teile der Stadtbefestigung ausführlich beschrieben werden.

## Bauten

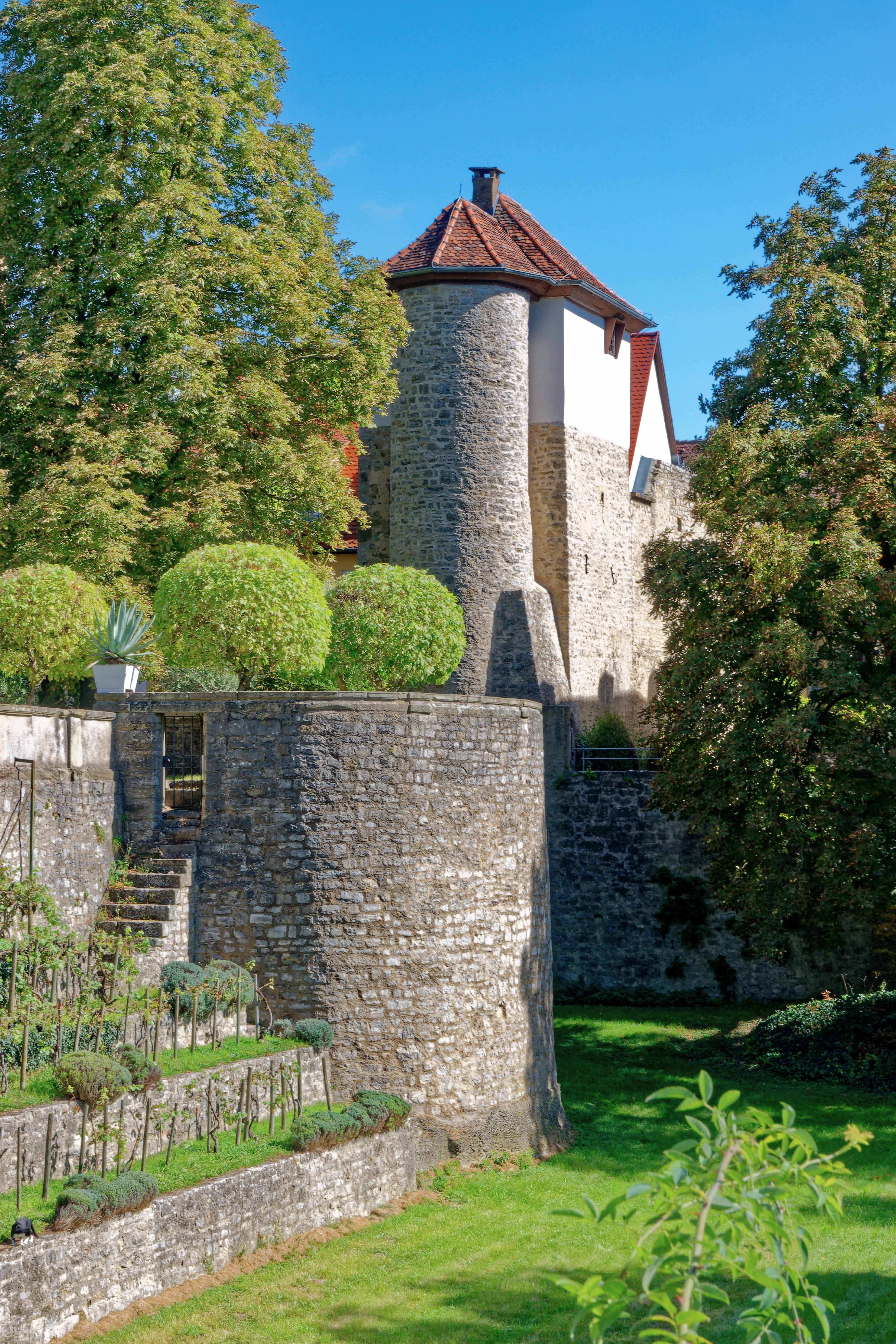
Gefängnisturm, sog. Blaue Kappe

Heute sind noch folgende Reste der historischen Stadtbefestigung erhalten:
- Am Graben 15 : Gefängnisturm, sog. Blaue Kappe, Stadtturm und ehemals Zehntgefängnis.[5]
- Am Graben: Reste der Stadtbefestigung an der Südseite.
- Badstraße: Reste an Nordseite.
- Badstraße 21: Reste der Stadtbefestigung in der Ostwand eines Neubaus.
- Hauptstraße: Reste an Nordende.
- Hauptstraße 41: Unteres Tor, sog. Gänsturm, mittelalterliches Stadttor, sowie Reste der Stadtbefestigung.[6]
- Katharinenstraße 6, 12, 14, 16: Reste der Stadtbefestigung an der Südseite.
- Mühlstraße: Reste der Stadtbefestigung an der Nordseite.
- Mühlstraße 14: Reste der Stadtbefestigung.
- Pfarrstraße: Reste der Stadtbefestigung am Südende.
- Wilhelmstraße: Reste der Stadtbefestigung an der Südostseite.
- Wilhelmstraße 16: Reste der Stadtbefestigung.

Die noch bestehenden Überreste stehen heute als Sachgesamtheit Stadtbefestigung Weikersheim unter Denkmalschutz.